# Desmond Llewelyn

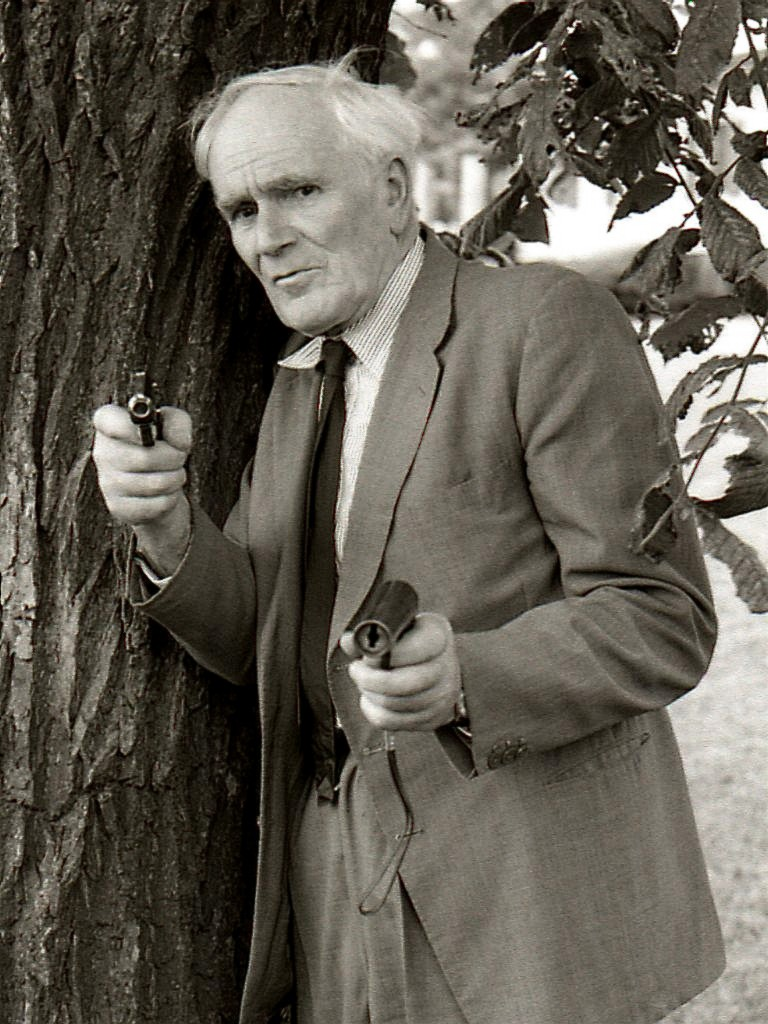
Desmond Llewelyn im Juli 1983

Desmond Wilkinson Llewelyn [ˈdɛzmənd ˈwɪlkɪnsn̩ ɬɛˈwɛlɪn] (* 12. September 1914 in Newport, Monmouthshire, Wales; † 19. Dezember 1999 in Eastbourne, East Sussex, England) war ein britischer Schauspieler, der vor allem durch seine Rolle als Q in 17 James-Bond-Filmen bekannt wurde.
Er spielte dabei den Leiter der Q-Abteilung des britischen Geheimdienstes MI6, die Bond mit allerlei technischen Spielereien ausrüstete. „Q“ steht für „Quartermaster“ (dt. Quartiermeister), die Person, die sich um die technische Ausrüstung und Verpflegung einer Einheit, in diesem Fall des Geheimdienstes, zu kümmern hat.

## Leben
Desmond Llewelyn war der Sohn eines Bergwerksingenieurs. Ursprünglich wollte er Priester werden, aber während seiner Schulzeit im Internat Radley College in Oxfordshire wirkte er in zahlreichen Theaterproduktionen mit und fand Gefallen an dieser Arbeit. Bald übernahm er mehrere kleine Rollen in Filmen und Theaterstücken.

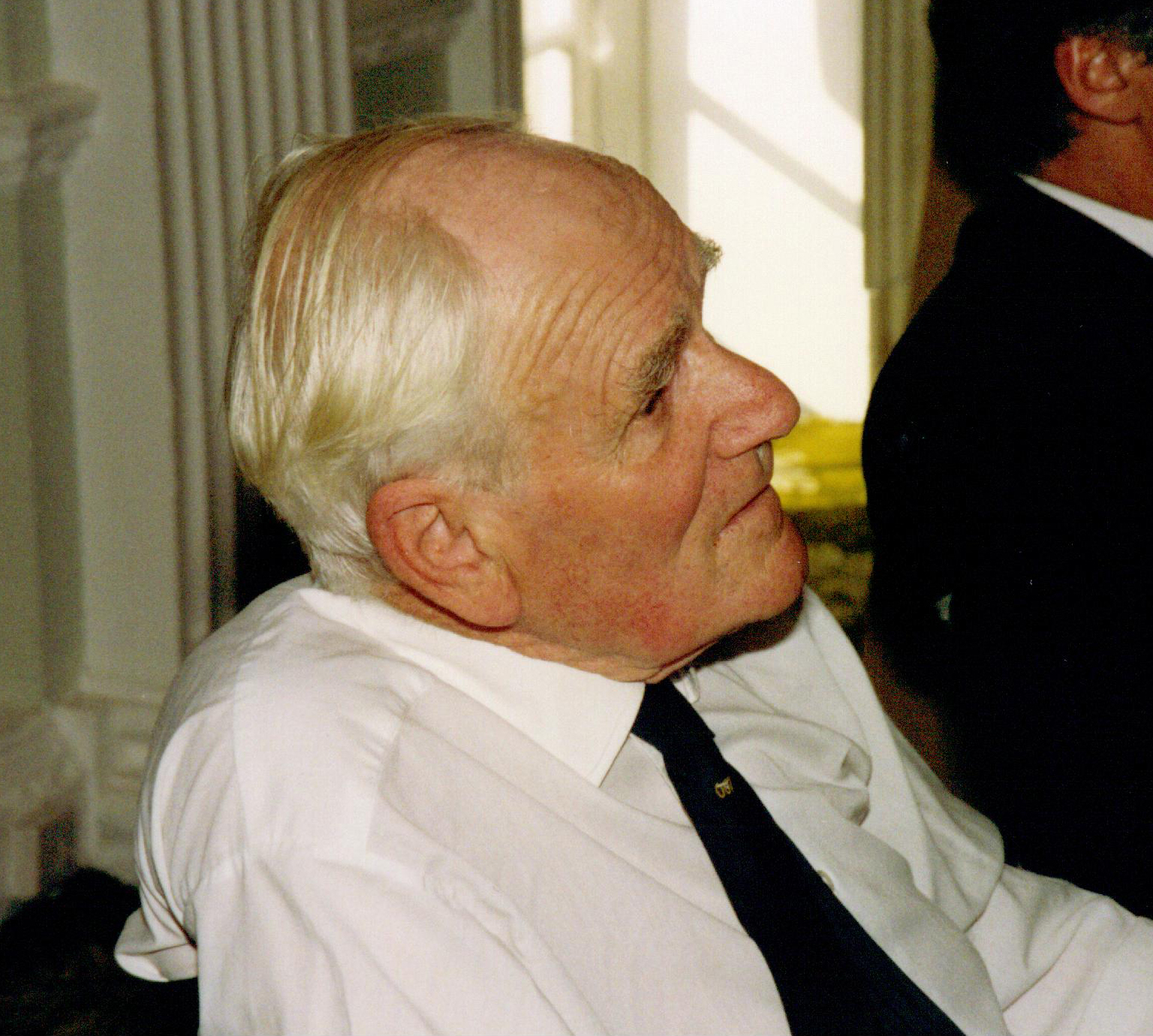
Desmond Llewelyn (1992)

Zu Beginn des Zweiten Weltkriegs diente er als Unteroffizier in der britischen Armee. 1940 geriet er, inzwischen Lieutenant bei den Royal Welch Fusiliers, in Frankreich für fünf Jahre in deutsche Kriegsgefangenschaft. Llewelyn war unter anderem in Rotenburg an der Fulda, wo er auch wichtige schauspielerische Erfahrungen sammelte. Dort, im Oflag IX A/Z, hatten Gefangene einen Fluchttunnel gegraben; als Llewelyn am Abend vor der geplanten Flucht mit Unterhaltsarbeiten beschäftigt war, wurde er ertappt und für zehn Tage in Isolationshaft gesteckt.
Nach dem Krieg setzte Llewelyn seine Theaterkarriere fort. Zwischen den 1940er und 1980er Jahren spielte er zahlreiche Nebenrollen in TV- und Kinofilmen. Eine Hauptrolle hatte er zwischen 1971 und 1973 als Colonel in der britischen Jugendserie Die Follyfoot-Farm.
1963 übernahm der Darsteller die Rolle, die ihn weltbekannt machte: Für den zweiten James-Bond-Film Liebesgrüße aus Moskau wurde er für die Rolle des Waffenmeisters Q verpflichtet. Diesen Part hatte im Jahr zuvor im ersten Bond-Film 007 jagt Dr. No noch der Schauspieler Peter Burton verkörpert (unter dem Rollennamen Major Boothroyd, der später kaum noch Verwendung fand und erst 1977 von der sowjetischen Agentin Amasova in Der Spion, der mich liebte wieder genannt wurde).
In Liebesgrüße aus Moskau war die Figur des Q noch nicht ausdefiniert. Erst in Goldfinger (1964) entwickelte sich die typische "Beziehung" zwischen James Bond und dem Waffenmeister, der sich nun regelmäßig darüber beklagte, der Geheimagent hätte keinen Respekt vor der Arbeit der Abteilung Q und würde ständig gedankenlos die mit großem Aufwand hergestellten "Gadgets" zerstören. Die entsprechenden Wortgeplänkel zwischen Llewelyn und dem jeweiligen Bond-Darsteller wurden zu einem festen Ritual der Reihe, wobei Llewelyn üblicherweise den Part des humorlosen Technikers übernahm, der James Bond genervt zurechtwies ("Wir haben den Wagen mit einem Schleudersitz ausgestattet." "Schleudersitz! Das ist doch wohl ein Scherz?" "Ich scherze nie, wenn es sich um meine Arbeit handelt, 007!").
Zwischen 1963 und 1999 war Llewelyn in sämtlichen Bond-Filmen in der Rolle des Q zu sehen, mit Ausnahme von Leben und sterben lassen von 1973 (die Rolle des Q kam in diesem nicht vor) und 1983 in Sag niemals nie (für den andere Darsteller eingesetzt wurden, da dieser nicht Teil der von Eon produzierten offiziellen Filmreihe ist).
Llewelyn gehört zu den Schauspielern, die am häufigsten – und über den längsten Zeitraum hinweg – dieselbe Filmfigur verkörperten. Er spielte den Waffenmeister Q 36 Jahre lang kontinuierlich in 17 Bond-Filmen, wobei die letzten Auftritte des nun hochbetagten Darstellers eher den Charakter einer Selbstparodie annahmen. 2002 stellte in Stirb an einem anderen Tag John Cleese den Leiter der Q-Abteilung dar, nachdem er Qs designierten Nachfolger bereits in Die Welt ist nicht genug unter dem Namen R mimte. (Nachdem die Figur des Q zehn Jahre nicht mehr in den Bond-Filmen auftauchte, wird er seit James Bond 007: Skyfall kontinuierlich von Ben Whishaw verkörpert.)
Obwohl Llewelyn in so vielen Bond-Filmen auftrat, ist er insgesamt nur ca. 30 Minuten zu sehen.
Llewelyn starb im Dezember 1999 an den Folgen eines Autounfalls in der Grafschaft East Sussex. Er war auf dem Heimweg von einer Autogrammstunde, als er in der Nähe von Firle frontal mit einem entgegenkommenden Auto kollidierte. Llewelyn erlag kurze Zeit später im Krankenhaus von Eastbourne seinen Verletzungen. Bei seiner Beerdigung war Roger Moore als einziger der James-Bond-Darsteller anwesend und hielt die Trauerrede.

## Filmografie (Auswahl)
- 1939: Ask a Policeman
- 1948: Hamlet
- 1951: Das Glück kam über Nacht (The Lavender Hill Mob)
- 1953: Die Ritter der Tafelrunde (Knights of the Round Table)
- 1958: Die letzte Nacht der Titanic (A Night to Remember)
- 1958: Noch mehr Ärger in der Navy (Further Up the Creek)
- 1960: Das Schwert des Robin Hood (Sword of Sherwood Forest)
- 1961: Piraten am Todesfluß (The Pirates of Blood River)
- 1963: Cleopatra
- 1963: James Bond 007 – Liebesgrüße aus Moskau (From Russia with Love)
- 1964: James Bond 007 – Goldfinger
- 1965: Die amourösen Abenteuer der Moll Flanders (The Amorous Adventures of Moll Flanders)
- 1965: James Bond 007 – Feuerball (Thunderball)
- 1967: James Bond 007 – Man lebt nur zweimal (You Only Live Twice)
- 1968: Tschitti Tschitti Bäng Bäng (Chitty Chitty Bang Bang)
- 1969: James Bond 007 – Im Geheimdienst Ihrer Majestät (On her Majesty's Secret Service)
- 1971: James Bond 007 – Diamantenfieber (Diamonds Are Forever)
- 1971–1973: Die Follyfoot-Farm (Follyfoot; Fernsehserie, 39 Folgen)
- 1974: James Bond 007 – Der Mann mit dem goldenen Colt (The Man with the Golden Gun)
- 1977: James Bond 007 – Der Spion, der mich liebte (The Spy Who Loved Me)
- 1979: James Bond 007 – Moonraker – Streng geheim (Moonraker)
- 1979: Golden Lady (The Golden Lady)
- 1980: Dr. Jekyll and Mr. Hyde (Fernsehfilm)
- 1981: James Bond 007 – In tödlicher Mission (For Your Eyes Only)
- 1983: James Bond 007 – Octopussy
- 1985: James Bond 007 – Im Angesicht des Todes (A View to a Kill)
- 1987: James Bond 007 – Der Hauch des Todes (The Living Daylights)
- 1988: Gefangen in Rio (Prisoner in Rio)
- 1989: James Bond 007 – Lizenz zum Töten (Licence to Kill)
- 1993: Merlin
- 1995: James Bond 007 – GoldenEye
- 1997: James Bond 007 – Der Morgen stirbt nie (Tomorrow Never Dies)
- 1997: Taboo
- 1999: James Bond 007 – Die Welt ist nicht genug (The World Is Not Enough)
- 1999: Die Millennium-Katastrophe – Computer-Crash 2000 (Fernsehfilm)
- 2000: Passen Sie mal auf 007! (Now Pay Attention 007: A Tribute to Actor Desmond Llewelyn, Fernseh-Dokumentarfilm über sein Leben)

## Auszeichnungen
- 1997: DIVA-Award

## Medien
- Richard Mervyn (Regie): Passen Sie mal auf, 007! Eine Würdigung des Schauspielers Desmond Llewelyn („Now, pay attention, 007!“). MDR, Leipzig 2007.